# Симчишин Олександр Сергійович
Олександр Сергійович Симчишин (нар. 4 листопада 1980, Йосипівка, Хмельницький район) — український чиновник, громадсько-політичний діяч. З 2015 р. — міський голова Хмельницького від Всеукраїнського об'єднання «Свобода», 2020 р. — переобраний на другий термін.

## Життєпис

### Освіта
1997 р. — із золотою медаллю закінчив загальноосвітню школу № 2 у смт. Стара Синява.
2002 р. — став найкращим студентом історичного факультету Кам'янець-Подільського державного університету імені Івана Огієнка. Закінчивши із відзнакою історичний факультет, вступив до аспірантури Кам'янець-Подільського державного університету, обравши для дослідження діяльність місцевих осередків політичних партій на початку XX століття.
2007 р. — по закінченню аспірантури Олександр Симчишин захистив дисертацію і отримав науковий ступінь кандидата історичних наук.

### Трудова діяльність
У 2007—2010 роках працював доцентом кафедри правознавства Хмельницького інституту соціальних технологій Відкритого міжнародного університету розвитку людини «Україна».
У 2010—2014 роках  — декан економіко-правового факультету Хмельницького інституту соціальних технологій Відкритого міжнародного університету розвитку людини «Україна». Видавець і редактор газети «Націоналістичний вік».

### Політична кар'єра
У віці 17 років став членом ВО «Тризуб» ім. Степана Бандери, у 18 вступив до лав Конгресу Українських Націоналістів. Очоливши у 2007 році секретаріат обласної організації Конгресу Українських Націоналістів, Олександр Симчишин докладає зусиль аби партія стала впливовою та потужною силою на Хмельниччині.
2009 р. — вступив до лав ВО «Свобода».
31 жовтня 2010 обраний депутатом Хмельницької міської ради (фракція ВО «Свобода»).
З 25 квітня 2014 року по липень 2015 року — Хмельницька обласна державна адміністрація  — перший заступник голови.
З 25 вересня 2014 року по 6 березня 2015 року — Хмельницька обласна державна адміністрація  — виконувач обов'язків голови.

### Хмельницький міський голова
25 жовтня 2015 р. — на вибори міського голови Олександра Симчишина висунуто політичною партією «Свобода». Переміг із результатом 41943 (59,99 %) голосів, значно випередивши тодішнього виконуючого обов'язки міського голови Костянтина Чернилевського.
25 жовтня 2020 р. — на місцевих виборах вдруге балотувався на посаду міського голови від партії «Свобода». Переміг із результатом 74062 (86,83 %) голосів. Це найвищий показник серед усіх обласних центрів України.

### Родина
Батько Сергій Васильович Симчишин (1955 р. н.) — інженер, мати Галина Григоріївна Симчишина (1960 р. н.) — вчителька української мови. В 2003 році Олександр одружився. З дружиною Світланою виховує трьох дітей, один з яких теж Олександр.

### Громадська діяльність
Віце-президент ФК Спортлідер+. В дитинстві мріяв про кар'єру футболіста. З часом мрію про професійний футбол переріс. Виступав в чемпіонаті Хмельницької області з футболу за старосинявську «Енергетик-Ікву». На марші фанатів у Хмельницькому 31 березня 2009 року підтримав вимоги ультрас до керівництва міста.